# The Ghetto
The Ghetto è il terzo album in studio del produttore statunitense Mustard, pubblicato il 15 dicembre 2017. Prodotto interamente da Mustard, l'album è composto da 11 tracce che vedono la collaborazione di vari rapper statunitensi.

## Tracce
1. Been Hot (feat. O.T. Genasis) – 2:45
2. Make a Million – 3:40
3. Finally Getting Rich (feat. Joe Moses) – 3:19
4. All 4s (feat. Greedo) – 2:30
5. I Do... – 2:53
6. No Pictures, No Video – 3:09
7. Don't Make Me Look Stupid (feat. YG) – 2:54
8. Hard Way (feat. Rae Sremmurd) – 4:44
9. Same N***a (feat. Bino) – 3:19
10. Get Away – 4:14
11. It's Mine (feat. Ty Dolla $ign) – 3:25